# Aeroporto Internazionale di El Paso
L'Aeroporto Internazionale di El Paso è un aeroporto situato a 6 km dal centro di El Paso in Texas, negli Stati Uniti d'America.